# Ponoarele
Ponoarele (in ungherese Kalugyer) è un comune della Romania di 2911 abitanti, ubicato nel distretto di Mehedinți, nella regione storica dell'Oltenia. 
Il comune è formato dall'unione di 15 villaggi: Băluța, Bârâiacu, Brânzeni, Buicani, Ceptureni, Cracu Muntelui, Delureni, Gărdăneasa, Gheorghești, Ludu, Ponoarele, Proitești, Răiculești, Șipotu, Valea Ursului.